# Ipomoea tiliacea
Ipomoea tiliacea är en vindeväxtart som först beskrevs av Carl Ludwig von Willdenow, och fick sitt nu gällande namn av Jacques Denys Denis Choisy. Ipomoea tiliacea ingår i släktet praktvindor, och familjen vindeväxter.

## Underarter
Arten delas in i följande underarter:
- I. t. merremioides
- I. t. smithii

## Bildgalleri

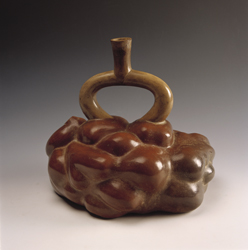
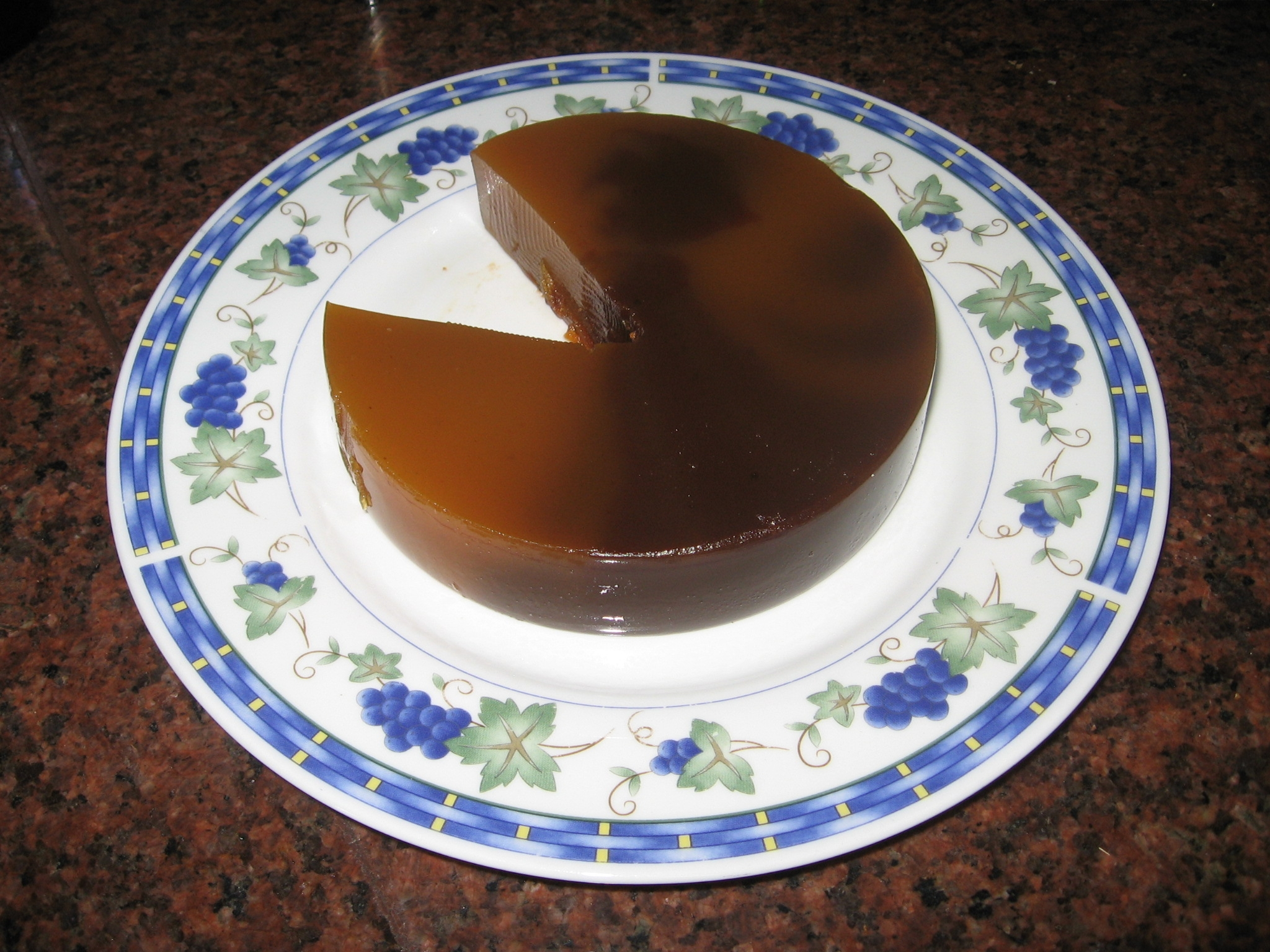
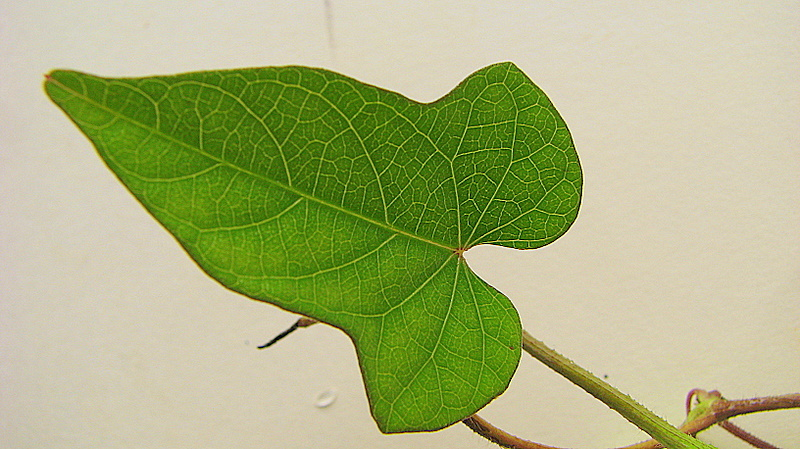